# Dransfieldia
Genre
Classification phylogénétique
Espèces de rang inférieur
- Dransfieldia micrantha

Dransfieldia est un genre de la famille des Arecaceae (Palmiers) comprenant une seule espèce, Dransfieldia micrantha, originaire de Nouvelle-Guinée. Ce nom de genre fait référence au botaniste John Dransfield, grand spécialiste de la famille des Arecacées.

## Classification
- Sous-famille des Arecoideae
  - Tribu des Areceae

## Espèces
- Dransfieldia micrantha